# Google Experience Device
Google Experience Device（グーグル エクスペリエンス デバイス）とは、Googleに公認されたサードパーティーのモバイルデバイスである。該当するスマートフォン端末には、製品名の最後に「Google Play Edition」（グーグル プレイ エディション）が入れられる。
また製造メーカー独自で開発するバージョンとは異なり、Google Nexusと同様にGoogleによる最新のアップデートを受けられるシリーズとなる。SIMロックは全てされていないSIMフリーの状態で販売される。

## スマートフォン
Samsung Galaxy S4 Google Play edition

2013年6月26日にGoogle PlayでSamsung Galaxy S4 Google Play editionが発売された。通常のS4と異なり、予めブートローダーがアンロックされており、システムアップデートをリリースと同時に受け取ることができるようになっている。
HTC One Google Play edition

2013年6月26日に、米国のGoogle PlayでS4と同時発売された。
Sony Z Ultra Google Play edition

2013年12月10日に、Google Playで発売された。ソニーモバイル(ソニー)のスマートフォン・タブレットブランドの「Xperia」を冠せず、Android 4.4を搭載したNexus仕様になっている。なお既存のXperia Z Ultraにプリインストールされているソニーのアプリなどは非搭載となっている。
Motorola Moto G Google Play Edition

2014年1月4日に、Google Playで発売された。Moto Gのフラッグシップモデルの廉価版という位置付けになり、8GBモデルが179ドル、16GBモデルが199ドルと、他端末と比べて安価になっている。
なおジャイロセンサー非搭載のため、Photo Sphereなどの機能が使用できないようになっている。
HTC One M8 Google Play edition

2014年3月25日に、Google Playで発売された。

## タブレット
Motorola Xoom

Motorola XoomはAndroid 3.0を搭載したタブレット端末で、Googleの最初の端末である。
LG G Pad 8.3 Google Play edition

2013年12月10日に発売したLG製のタブレット端末。Android 4.4が搭載されている。